# Principio de subsidiariedad
El principio de subsidiariedad es sobre todo un principio de competencia que señala qué nivel jerárquico está habilitado para actuar en determinados casos. Así, cuando los ciudadanos pueden alcanzar adecuadamente sus fines, las autoridades estatales son incompetentes para entrometerse en sus asuntos. En este sentido, un asunto debe ser resuelto por la autoridad (normativa, política o económica) más próxima al objeto del problema.
El "principio de subsidiariedad" es uno de los principios sobre los que se sustenta la Unión Europea, según quedó establecido por el Tratado de Maastricht, firmado el 7 de febrero de 1992 y después conocido como Tratado de la Unión Europea. Su actual formulación quedó plasmada en el Artículo 5 (2), modificada por el Tratado de Lisboa desde el 1 de diciembre de 2009. Un análisis descriptivo de este principio puede encontrarse en el Protocolo No. 2 sobre la aplicación de los principios de subsidiariedad y proporcionalidad, anexo al tratado.
Este principio tiene sus raíces teóricas en la doctrina social de la Iglesia católica, pero en su aplicación se ha independizado en gran parte de ella y es empleada en el derecho para justificar la abstención de regulación [cita requerida].

## El principio de subsidiariedad en la Iglesia católica
El término subsidiariedad y su expresión sinónima «la acción subsidiaria» han sido introducidos por la doctrina social de la Iglesia a partir de Pío XI, dando una acepción nueva al adjetivo «subsidiario» y a su sustantivo matriz «subsidio». Por tanto, implica que todos los individuos con niveles económicos superiores ayuden a los que se encuentran por debajo en su economía siempre y cuando lo soliciten, para así evitar su anulación en la sociedad. Según la doctrina social de la Iglesia, es el principio en virtud del cual el Estado ejecuta una labor orientada al bien común cuando advierte que los particulares no la realizan adecuadamente, sea por imposibilidad sea por cualquier otra razón. Al mismo tiempo, este principio pide al Estado que se abstenga de intervenir allí donde los grupos o asociaciones más pequeñas pueden bastarse por sí mismas en sus respectivos ámbitos.
La subsidiariedad dicta que la autoridad debe resolver los asuntos en las instancias más cercanas a los interesados. Por tanto, la autoridad central asume su función subsidiaria cuando participa en aquellas cuestiones que, por diferentes razones, no puedan resolverse eficientemente en el ámbito local o más inmediato.
El principio de subsidiariedad es aplicable en algunos campos del gobierno, la ciencia política, el derecho, la cibernética y la gestión de toda índole.
La subsidiariedad es, idealmente o en principio, una de las características del federalismo.

## Subsidiariedad fuerte y subsidiariedad débil
El principio de subsidiariedad fuerte está relacionado con el tema estricto de la competencia y la incompetencia.  
La subsidiariedad fuerte tiene dos efectos jurídicos, uno positivo y otro negativo. Por el efecto negativo, el ente superior resulta jurídicamente incompetente para intervenir en lo que es propio de los entes inferiores. Por el efecto positivo, las autoridades superiores tienen el deber de respeto, protección y promoción de la autonomía del ente inferior, dándose la prioridad de iniciativa a las personas y entidades menores en las políticas que les atañan. Según la doctrina, la subsidiariedad fuerte tiene cinco requisitos: 
1. Que existan dos sujetos realmente distintos, con autonomía propia. Ello no se daría entre gerente y contador de una empresa, porque los dos son cargos de una misma compañía que tiene una sola subjetividad jurídica.
2. Que un sujeto sea superior a otro según algún tipo de potestad jurídica, pública o privada. Esto resulta indispensable porque el núcleo duro del principio de subsidiariedad implica una incompetencia del poder superior para intervenir sobre el ente inferior.
3. Que el inferior sea anterior al superior: el individuo frente a la familia, la familia frente a las sociedades intermedias, las sociedades intermedias frente al estado, el estado frente a la comunidad de naciones, etc.
4. Que el sujeto inferior tenga unas competencias y fines propios anteriores, que será justamente aquello que el ente superior debe respetar.
5. Que el sujeto inferior pueda alcanzar de una manera adecuada sus fines y cumplir sus cometidos con sus propios esfuerzos y recursos. Así, los orfanatos solo son razonables cuando faltan los padres o cuando ellos no pueden cumplir de una manera mínima con su labor.

La “subsidiariedad débil” se da cuando falta uno o varios de estos requisitos, pero sus efectos no necesariamente causan la incompetencia, ni dan la prioridad de iniciativa a los inferiores. Con todo, cabe suponer que aquellos casos más similares a la subsidiariedad fuerte tienen consecuencias jurídicas semejantes. 

## El principio de subsidiariedad en derecho
El principio de subsidiariedad, en derecho, es un principio jurídico que puede plantearse en situaciones jurídicas en las que se dan dos opciones, de manera que a una de ellas solo se podrá acudir en defecto de la otra. 
Se contrapone al principio de solidaridad, en virtud del cual no se establece un orden de prelación de alternativas, sino que se deja a disposición de un determinado actuante.
El principio de subsidiariedad se manifiesta en campos tan dispares como el derecho civil, el penal o el constitucional.

### Responsabilidad civil
Entre los tipos de responsabilidad civil, se puede establecer una división teórica entre responsabilidad principal y responsabilidad subsidiaria. El responsable subsidiario solo tendrá que responder del deber impuesto al responsable principal si este no lo cumple, no lo puede cumplir, o sencillamente, no existe.
De esta manera, primero habrá de actuarse contra aquel sujeto que cargue con la responsabilidad principal, y solo si este falla, actuar contra el responsable subsidiario, que habrá de responder por el total, sin perjuicio de que más tarde pueda repetir la obligación contra el principal. En ningún caso, puede darse el sentido opuesto, es decir, que el acreedor no puede tratar de saldar la deuda acudiendo primero contra el responsable subsidiario.

### Ultima ratiopenal
El principio de subsidiariedad penal, o ultima ratio, establece que si la protección del conjunto de la sociedad puede producirse con medios menos lesivos que los del derecho penal, habrá que prescindir de la tutela penal y utilizar el medio que con igual efectividad, sea menos grave y contundente.
De esta manera, el derecho penal es utilizado como último recurso, exclusivamente para cuando se trate de bienes jurídicos que no puedan ser protegidos mediante el derecho civil, el derecho administrativo.

### Subsidiariedad sancionatoria
La subsidiariedad también se manifiesta en la determinación de la propia pena o sanción, de forma que no podrá acudirse a sanciones graves si es suficiente con la imposición de sanciones más leves. 
De esta manera, la lógica penal establece que existe una vinculación entre la gravedad de la pena y su grado de subsidiariedad. Así, inspirándose también en el principio de necesidad, se establece que la pena más grave será subsidiaria, es decir, solo podrá darse en casos en los que la alternativa menos grave no baste.